# Llau del Seix
La llau del Seix és una llau del terme de Conca de Dalt, al Pallars Jussà, dins del seu antic terme de Toralla i Serradell, a l'àmbit del poble de Serradell.
Es forma a l'extrem sud-oest del Serrat del Ban, al nord-est de les Roques del Seix i al nord-oest de la Cova de Barbuissell, des d'on baixa cap al sud resseguint les roques i cingleres del lloc per on passa. Deixa a llevant les Roques de la Bou, i va a passar entre les partides de lo Seix -ponent- i lo Palaut -llevant-, després de les quals passa a llevant de la Borda del Seix. Continua davallant i deixa entere tot de partides: a l'esquerra (llevant), Llinars, la Plantada, la Serva i la Frontera, i a la dreta (ponent), Bramapà i la Rourera. Tot seguit emprèn la direcció sud-est i assoleix la llera del riu de Serradell, en el qual no s'integra directament, sinó que ho fa a través de la llau de Santa Maria, la qual baixa paral·lela per l'esquerra del riu, i s'hi fon al cap de molt poc tros.